# Марја Гролмусец
За друга значења, погледајте Гролмус.
Марја Гролмусец (глсрп. Marja Grólmusec, нем. Maria Grollmuß; Лајпциг, 24. април 1896 — Равензбрик, 6. август 1944) била је учитељица, докторка филозофије, новинарка, антифашисткиња у Немачкој (лужичкосрпског порекла).

## Биографија

### Детињство и младост
Отац јој је био Јан Гролмус (1851—1924) учитељ, директор Прве католичке грађанске школе у Лајпцигу. Мајка јој је била Каролина, рођена Келиц (ум. 1911). Сестра — Цецилија (1898—1974), учитељ.
Марја је расла у Лајпцигу, где од 1902. до 1910. године учила је Прву католичку грађанску школу. Године 1911. годину дана је учила школу за девојке у белгијским граду Лијежу, где је студирала француски језик. У детињству је учествовала у омладинском покрету партије „Центрум”, 1913. године се придружила омладинском удружењу „Вандерфогел”. Године 1912. у Лајпцигу уписала је у Другу средњу школу за девојке са учитељским семинаром, коју је завршила 1917. године. Од 1918. до 1920. године била је учитељица у народној школи у Лајпцигу. Од 1919. до 1920. године студирала је на лајпцишком Градском институту за обуку. Године 1918. (или 1922. године) постала је чланица „Матице лужичкосрпске”. Године 1919. учествовала у оснивању друштва лужичкосрпских студенткиња „Wita” при институту за обуку. Од 1920. до 1925. године студирала је на Лајпцишском универзитету историју, као и филозофију, социологију, немачки и француски језик. Година 1921—1922. уписала је на Хумболтов универзитет у Берлину. Касније је студирала у Швајцарској, Француској и Чехословачкој. Године 1923. придружила се омладинској организацији партије „Центрум” — „Windhorstbund”, где је радила на новинама „Das junge Zentrum”. Убрзо се придружила Социјалистичком студентском савезу (Sozialistischer Studentenbund). Била је чланица студентске групе „Studentengruppe für Völkerbundsarbeit”. Године 1925. положила је испит на Универзитету у Лајпцигу из предмета историја, немачки и француски језик. Исте године постала је асесор при семинару за обуку Аугустинских хорских жена „Našeje lubeje knjenje” у Офенбургу (у домовини своје мајке). У јесен 1925. године представила је на Универзитету у Лајпцигу дисертацију „Јозеф Герес и демократија”, која није прихваћена. Исте године објавила је брошуру „Жена и млада демократија. Есеј о женама, политици и демократији”.

### Политичко новинарство
Године 1926. напустила је школу у Офенбургу, након чега је добила посао новинара у новинама „Die deutsche Republik” и „Rhein-Mainische Volkszeitung”. Радила је код издавача новина — бившег немачког канцелара Јозефа Вирта. Године 1927. придружила се Социјалдемократској партије Немачке и почела да ради као слободан новинар. Исте године поново је представила своју прерађену дисертацију, 1932. године добила је титулу доктора. Од 1929. до 1932. године радила је као асесор у лицеју „Викторија” у Берлину. Радила је у средњој школи за девојке у Бауцену. Године 1929. придружила се Комунистичкој партији Немачке, из које је касније искључена. Постала је члан Комунистичке партије — опозиције, радила на часопису „Gegen den Strom”. Године 1932. је искључена из ове партије. Постала је члан Социјалистичке радничке партије, радила на часопису „Kampfsignal”. У јесен 1932. године двапут неуспешно је била кандидат за Рајхстаг. Искључена је из Социјалистичке радничке партије. У марту 1933. године поново се придружила Социјалдемократској партији Немачке. Године 1933. преселила се у родитељски летњи дом у Радибору. Радила је као курир у Немачкој, Чехословачкој и Аустрији. Имао је контакте са организацијом у прогонству SoPaDe, са емигрираним руководством „Центрума” и са групом „Revolutionäre Sozialisten”. Радила је на издању „Gegen den Strom”.
Дана 7. новембра 1934. године ухапшена је и затворена у Дрездену, затим превезена у Берлин. Годину дана касније Народни суд двор (Volksgerichtshof) у Берлину осудио ју је за припремање издаје на шест година затвора. До 1940. године се налазила у затвору у Валдхајму. У јануару 1941. године превезена је у концентрациони логор Равенсбрик, где је три године касније умрла тешко болесна. Сахрањена је у Радибору.
Марја Кубашец 1962. године објавила је белетризовану биографију М. Гролмусец — „Звезда изнад понора”.

## Спољашне везе
- Биографија М. Гролмусец[мртва веза] на сајту Лужичкосрпског института (текст из „Nowy biografiski słownik k stawiznam a kulturje Serbow”)